# Stadio Francisco Cabasés
Lo stadio Francisco Cabasés (Estadio Francisco Cabasés in spagnolo), meglio conosciuta come La Boutique de Barrio Jardín o semplicemente La Boutique, è un impianto sportivo della città di Córdoba, in Argentina. È di proprietà del Talleres e ha una capienza di 18 000 posti.

## Storia
I lavori di costruzione iniziarono nel maggio del 1931 e furono ultimati nell'ottobre dello stesso anno. Il 12 ottobre 1931 lo stadio fu inaugurato con un'amichevole tra il Talleres ed il Rampla Juniors di Montevideo. Nel 1944 fu ampliato.
Sul finire degli anni settanta il Talleres iniziò a giocare le partite interne presso lo stadio Córdoba, costruito in occasione del Campionato mondiale di calcio 1978 e dotato di una capienza ben più grande.
Nel 2015 l'impianto fu riammodernato e riabilitato per la squadra riserve e per le giovanili.